# Roppenheim
Roppenheim är en kommun i departementet Bas-Rhin i regionen Grand Est (tidigare regionen Alsace) i nordöstra Frankrike. Kommunen ligger i kantonen Bischwiller som tillhör arrondissementet Haguenau. År 2022 hade Roppenheim 1 039 invånare.

## Befolkningsutveckling
Antalet invånare i kommunen Roppenheim
| Referens: INSEE |